# カラフトムシクイ
カラフトムシクイ （樺太虫喰、学名：Phylloscopus proregulus ） は、ムシクイ科に分類される鳥の一種である。

## 分布
- 旧北区、東洋区に生息する。

ヒマラヤ山脈の北側の中国内陸部からロシア東部で繁殖する。冬期は、中国南部やミャンマー、インド東部などに渡り越冬する。日本に最も近い繁殖地は、サハリンである。
- 日本では迷鳥としてごくまれに観察される種とされていたが、調査が進むにつれて観察記録が増えた。現在では、まれな旅鳥とされており、主に日本海側の島嶼部で秋の渡りの時に記録されている。

## 形態
全長約10cm。ムシクイ類中最小の種である。体の上面は黄緑色で下面は少し黄色がかった白色である。頭央に黄色のやや幅の広い線が走っていることと、腰が黄色であることで、他のムシクイ類と区別できる。眉斑は黄色っぽい。

## 生態
繁殖期は針葉樹林で生活する。
食性は動物食で、昆虫類、節足動物等を食べる。